# Division I i handboll för damer 1968/1969
Division I i handboll för damer 1968/1969 var uppdelad på tre serier, som följdes av ett SM-slutspel mellan gruppsegrarna ur de tre Division I-serierna + vinnaren i kvalet mellan tre av fyra segrare ur Norrlandsgrupperna. Kvinnliga IK Sport blev svenska mästarinnor genom att finalbesegra IK Bolton med 12-8.

## Sluttabell

### Division I Östra
| Nr | Lag                  | Matcher | Vinst | Oavgjort | Förlust | Målskillnad | Poäng |
| -- | -------------------- | ------- | ----- | -------- | ------- | ----------- | ----- |
| 1  | IK Bolton            | 18      | 17    | 0        | 1       | 283-158     | 34    |
| 2  | Borlänge HK          | 18      | 15    | 0        | 3       | 286-171     | 30    |
| 3  | IF Skade             | 18      | 12    | 1        | 5       | 233-155     | 25    |
| 4  | IFK Nyköping         | 18      | 12    | 0        | 6       | 211-159     | 24    |
| 5  | Västerås IK          | 18      | 8     | 3        | 7       | 164-166     | 19    |
| 6  | Enköpings HF         | 18      | 7     | 1        | 10      | 159-198     | 15    |
| 7  | Djurgårdens IF       | 18      | 6     | 2        | 10      | 145-172     | 14    |
| 8  | Kvinnliga SK Artemis | 18      | 6     | 1        | 11      | 161-205     | 13    |
| 9  | GUIF                 | 18      | 2     | 0        | 16      | 181-303     | 4     |
| 10 | Bromstens IK         | 18      | 1     | 0        | 17      | 167-302     | 2     |

### Division I Västra
| Nr | Lag                    | Matcher | Vinst | Oavgjort | Förlust | Målskillnad | Poäng |
| -- | ---------------------- | ------- | ----- | -------- | ------- | ----------- | ----- |
| 1  | Kvinnliga IK Sport     | 16      | 16    | 0        | 0       | 288-127     | 32    |
| 2  | HK Linne               | 16      | 12    | 2        | 2       | 201-118     | 26    |
| 3  | IF Hellton             | 16      | 11    | 2        | 3       | 196-151     | 24    |
| 4  | IK Ymer                | 16      | 7     | 0        | 9       | 146-162     | 14    |
| 5  | Hangelösa HF           | 16      | 6     | 1        | 9       | 147-116     | 13    |
| 6  | Skövde HF              | 16      | 6     | 1        | 9       | 143-156     | 13    |
| 7  | BK Randi               | 16      | 6     | 0        | 10      | 189-184     | 12    |
| 8  | KFUM Trollhättan       | 16      | 5     | 0        | 11      | 155-197     | 10    |
| 9  | Göteborgs Kvinnliga IK | 16      | 0     | 0        | 16      | 88-232      | 0     |

### Division I Södra
| Nr | Lag            | Matcher | Vinst | Oavgjort | Förlust | Målskillnad | Poäng |
| -- | -------------- | ------- | ----- | -------- | ------- | ----------- | ----- |
| 1  | Eslövs IK      | 14      | 11    | 2        | 1       | 136-87      | 24    |
| 2  | Långö AIK      | 14      | 10    | 2        | 2       | 166-115     | 22    |
| 3  | Vikingarnas IF | 14      | 8     | 2        | 4       | 163-119     | 18    |
| 4  | Kalmar AIK     | 14      | 8     | 0        | 6       | 111-97      | 16    |
| 5  | IFK Malmö      | 14      | 4     | 3        | 7       | 122-135     | 11    |
| 6  | Rödeby AIF     | 14      | 5     | 0        | 9       | 108-122     | 10    |
| 7  | HK Drott       | 14      | 4     | 2        | 8       | 102-122     | 10    |
| 8  | Nybro IF       | 14      | 0     | 1        | 13      | 82-193      | 1     |

## SM-slutspel

### Norrlandslagens kval
- 9 mars Gimonäs CK, Umeå - Lillpite IF 9-8

### Semifinaler
- 16 mars 1969: Kvinnliga IK Sport-Eslövs IK 12-3
- 16 mars 1969: IK Bolton-Gimonäs CK 16-6

### Final
- 30 mars 1969: Kvinnliga IK Sport-IK Bolton 12-8

- Kvinnliga IK Sport svenska mästarinnor.

Mästare : Monica Möller, Ann-Marie Spångberg, Birgitta Westin, Inga Jacobsson, Berit Berglund, Inga-Lill Eckerman, Monica Holmberg, Naemi Bengtsson, Marita Ängermark och Siv Eriksson.